# Ga Sinpung
Ga Sinpung (Tiếng Hàn: 신풍역, Hanja: 新豊驛) là ga tàu điện ngầm trên Tàu điện ngầm Seoul tuyến 7 ở Singil-dong, Yeongdeungpo-gu, Seoul. Ban đầu ga này được lên kế hoạch trở thành ga trung chuyển giữa Tuyến 7 và Tuyến 10, là một phần của kế hoạch tàu điện ngầm giai đoạn 3, nhưng do kế hoạch Tuyến 10 bị bãi bỏ nên dự kiến nó sẽ trở thành ga trung chuyển khi Tuyến Sinansan mở cửa vào năm 2025.

## Lịch sử
- 29 tháng 2 năm 2000: Bắt đầu hoạt động như một nhà ga đầu cuối với việc khai trương đoạn Onsu ~ Sinpung của Tàu điện ngầm Seoul tuyến 7.
- 1 tháng 8 năm 2000: Nó trở thành ga trung gian với việc khai trương đoạn Đại học Konkuk ~ Sinpung của Tàu điện ngầm Seoul tuyến 7.
- Năm 2025: Dự kiến trở thành ga trung chuyển với việc khai trương Tuyến Sinansan.

## Bố trí ga
| Boramae ↑ |
| \| N/B    |
| ↓ Daerim  |

| Hướng Bắc | ● Tuyến 7 | ← Hướng đi Boramae · Isu · Văn phòng Gangnam-gu · Jangam           |
| Hướng Nam | ● Tuyến 7 | → Hướng đi Daerim · Phức hợp kỹ thuật số Gasan · Onsu · Seongnam → |

## Xung quanh nhà ga
| Lối ra \| 나가는 곳 \| Exit \| 出口 | Lối ra \| 나가는 곳 \| Exit \| 出口 |
| ----------------------------------- | --- |
| Lối ra 1, 6                         | |
| 1                                   | Trung tâm cộng đồng Singil 6-dong Trường tiểu học Gil Đại học Quốc gia Seoul Khu vực Sinpung Trường trung học cơ sở Daebang Trường trung học Youngshin                  |
| 6                                   | Singil 7-dong Singil-dong Samick APT Khách sạn Hải quân Cục quản lý nhân lực quân sự khu vực Seoul Raemian Estium APT                                                   |
| Lối ra 2~5                          | |
| 2                                   | Singil 6-dong Trường trung học Youngshin |
| 3                                   | Singil 5-dong Trung tâm An toàn Daerim 119 Bưu điện 5 đồng Singil Bệnh viện Thánh Tâm Gangnam Trung tâm cộng đồng Daerim 1-dong                                         |
| 4                                   | Trung tâm cộng đồng Singil 5-dong · Khu vực Singil Trường tiểu học, trung học cơ sở và trung học Daeyoung Trung tâm thể thao số 1 Yeongdeungpo Singil Hanwha Forena APT |
| 5                                   | Singil 4-dong · Trung tâm cộng đồng Singil 4-dong Trường trung học cơ sở Singil Trường tiểu học Wooshin Singil Hillstate Classyan APT Singil Park Xi APT                |

## Hình ảnh

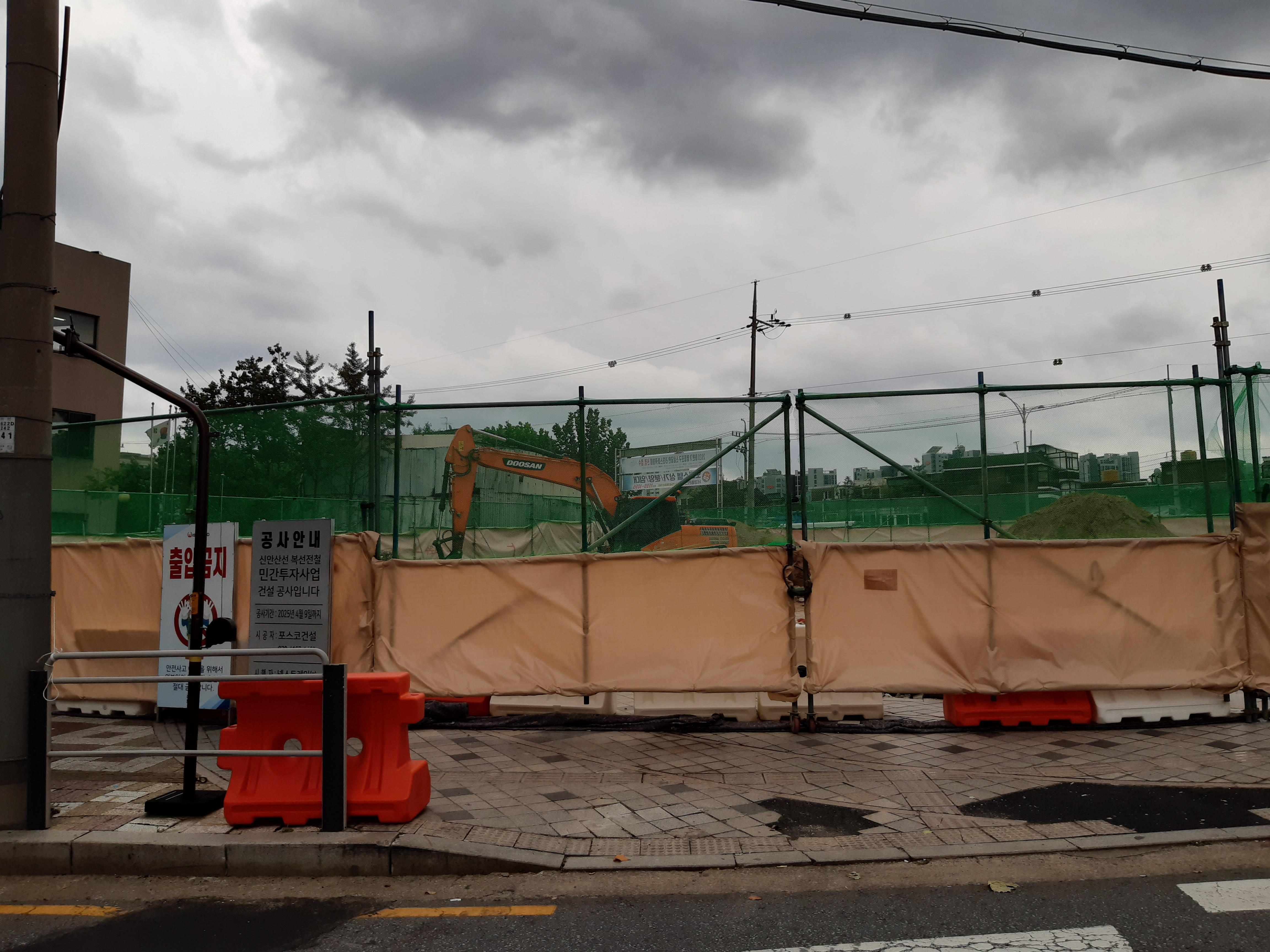
Ga Sinpung trên tuyến Sinansan đang được xây dựng
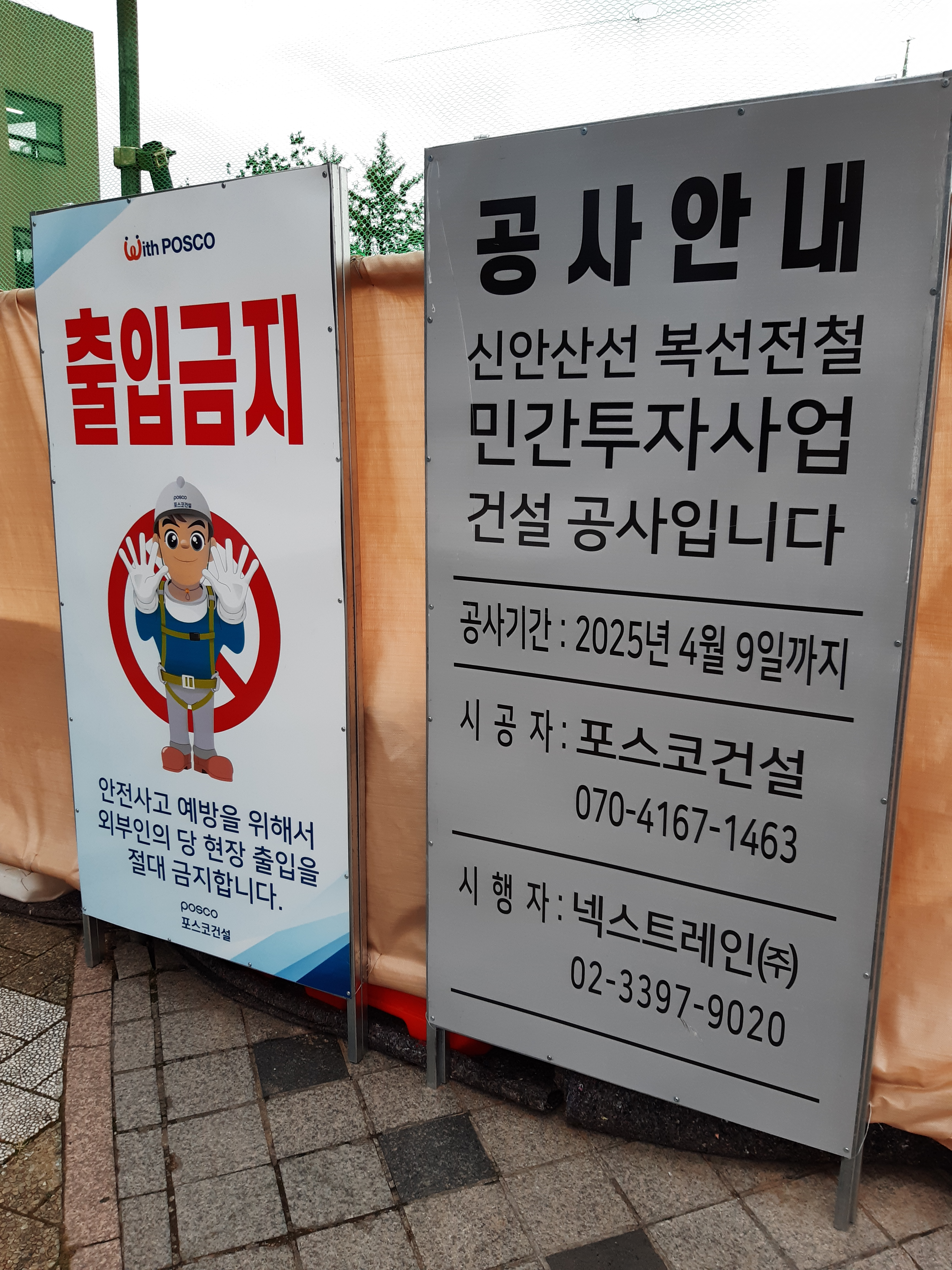
Bảng thông tin xây dựng tuyến Sinansan
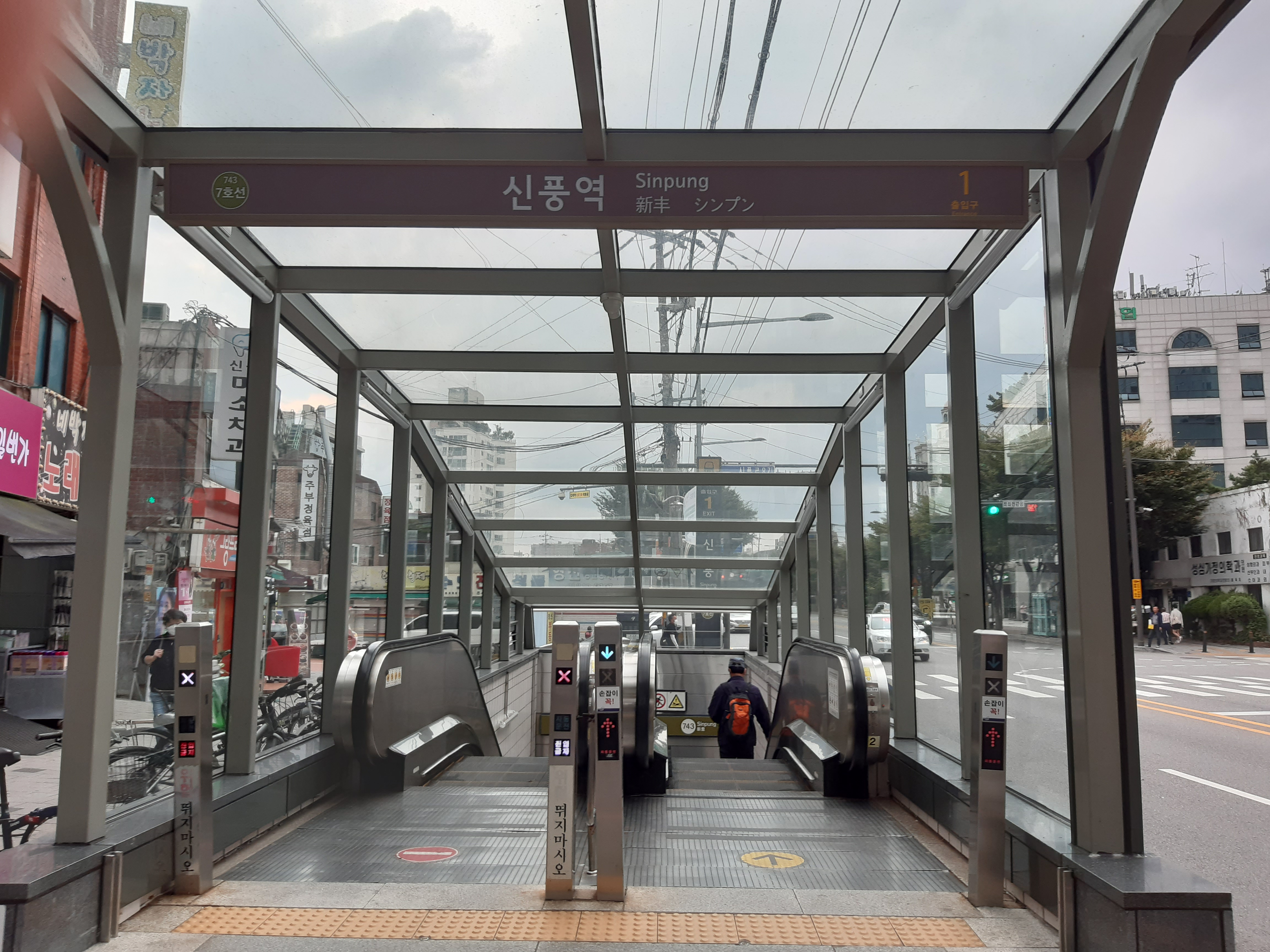
Lối ra 1
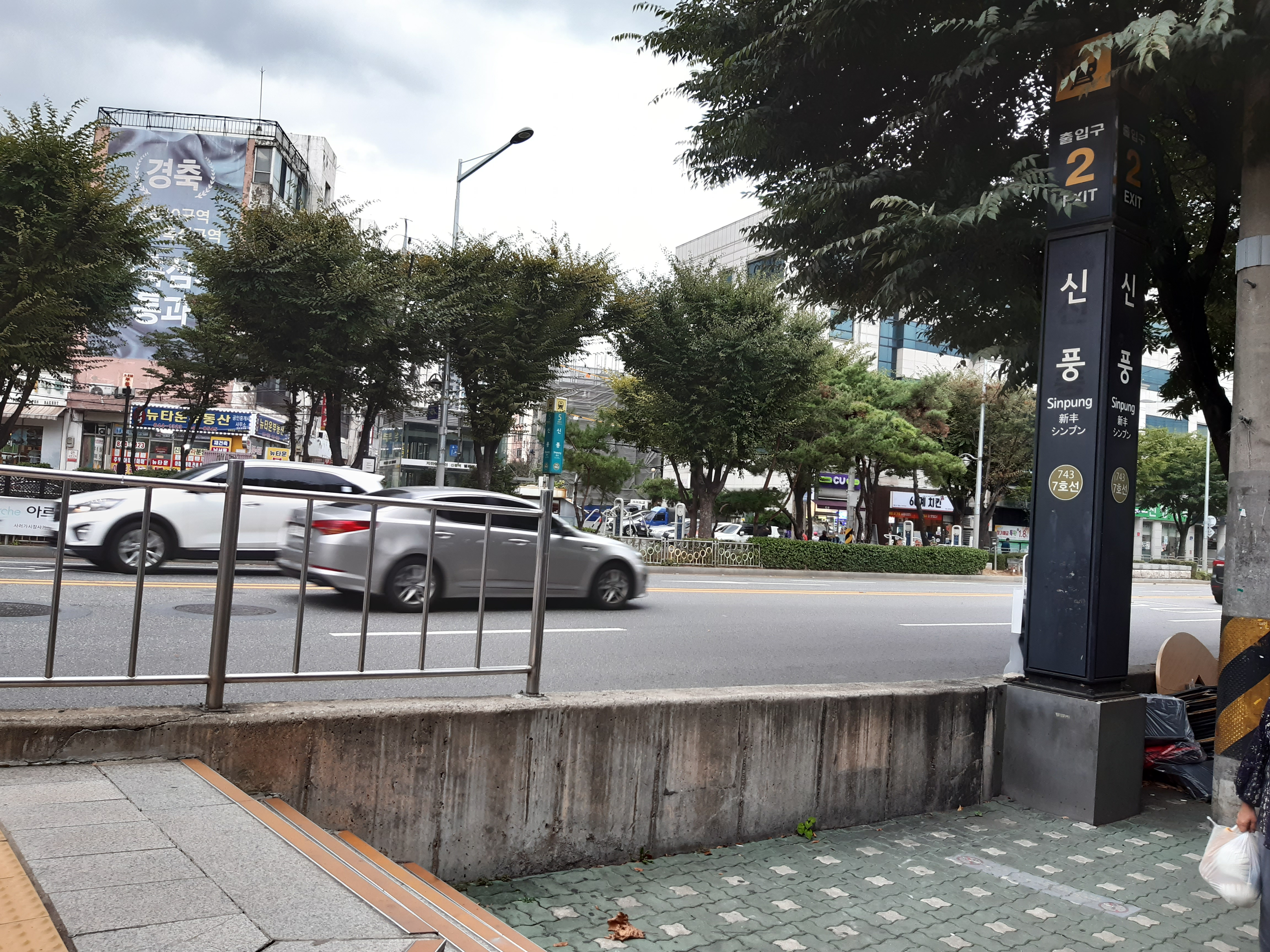
Lối ra 2
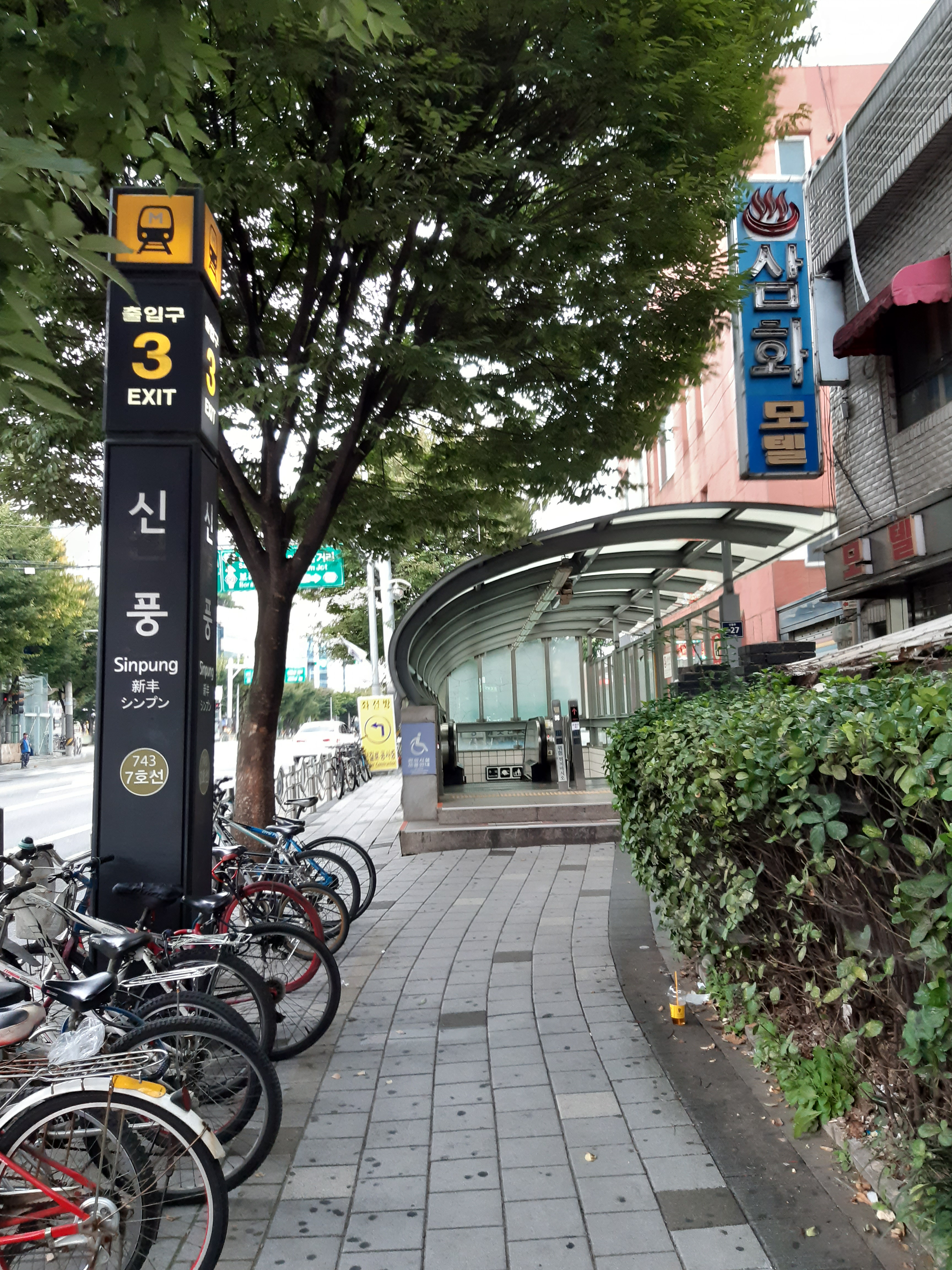
Lối ra 3
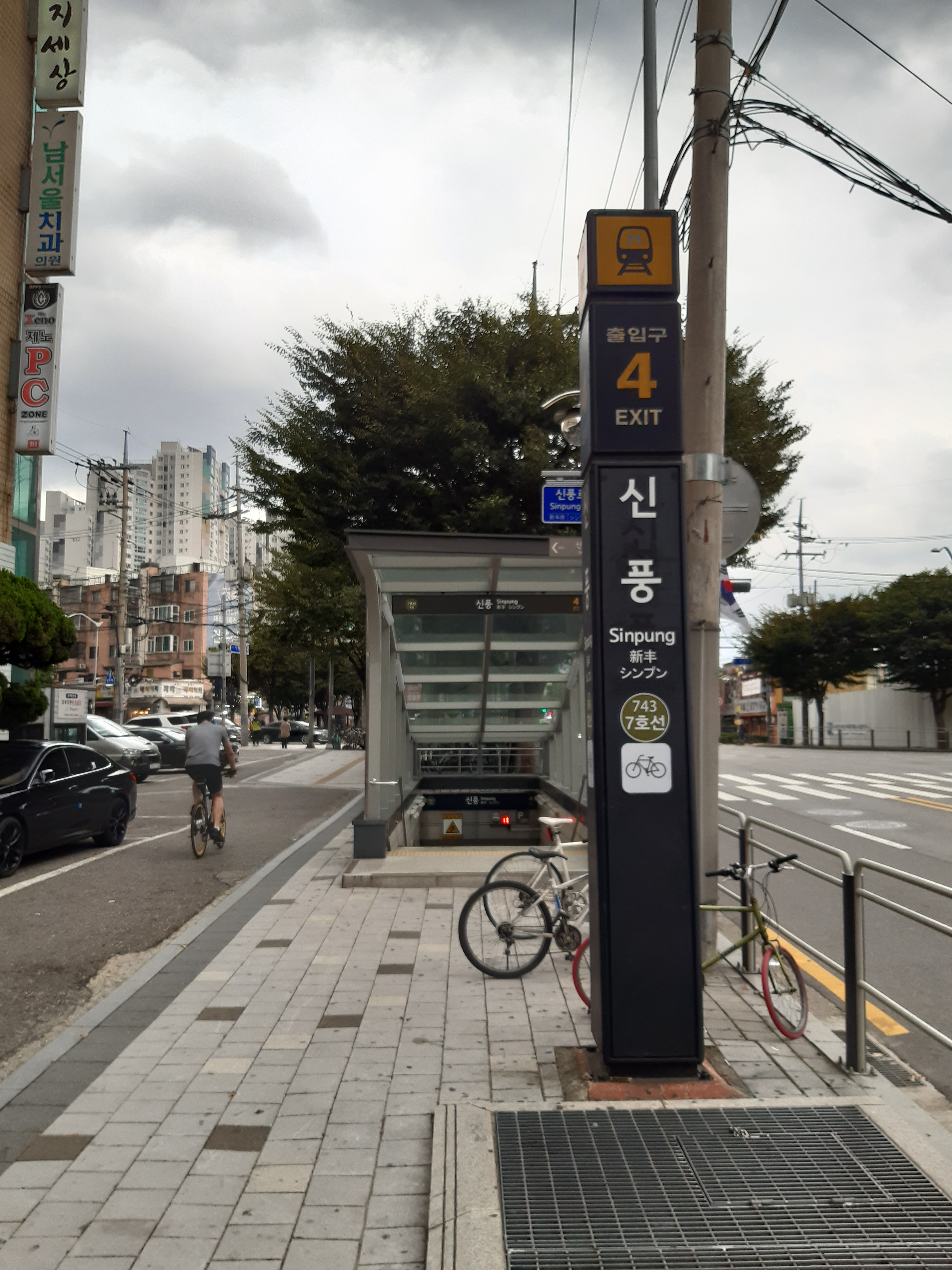
Lối ra 4
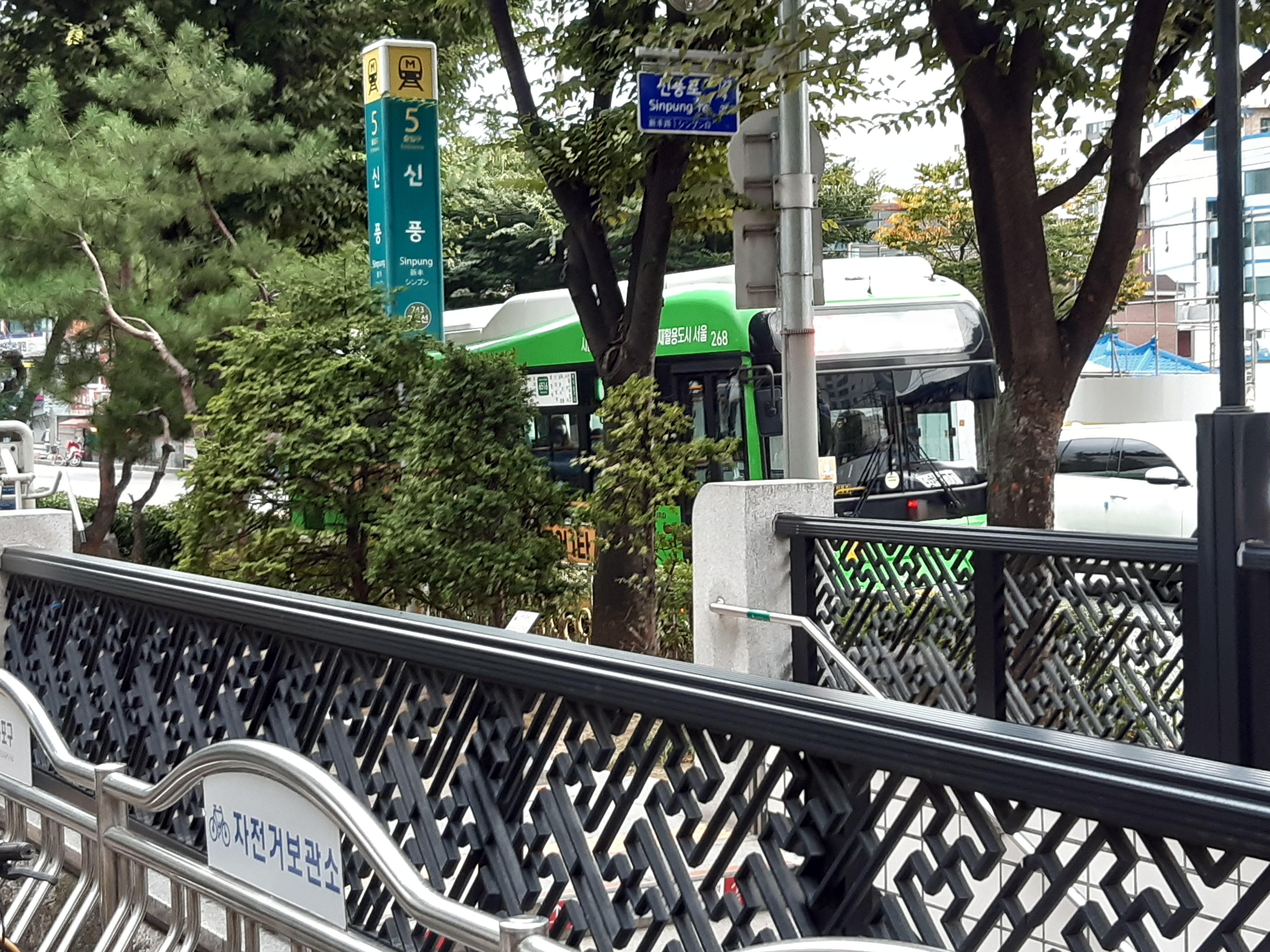
Lối ra 5
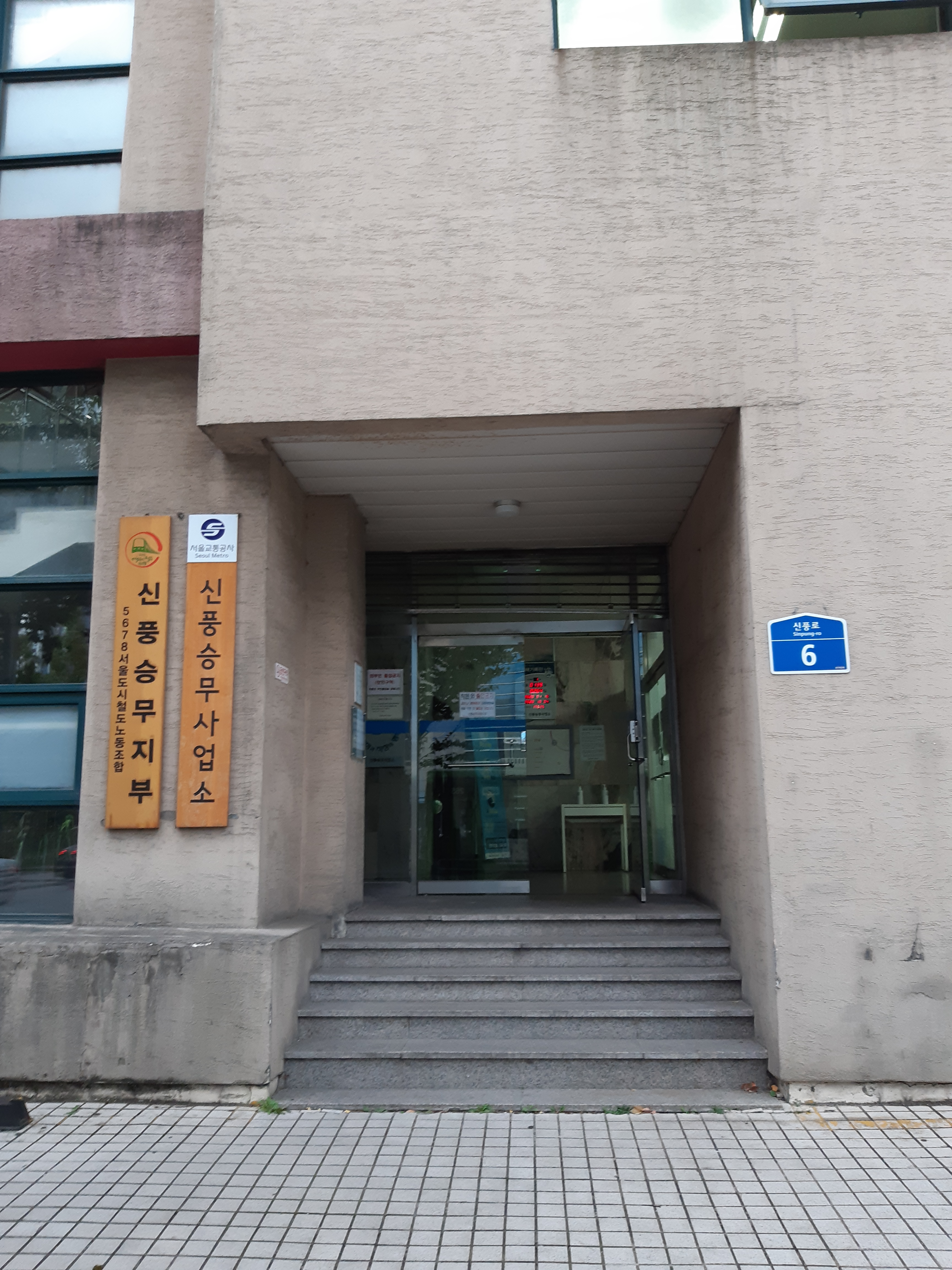
Văn phòng nội trú ga Sinpung của Tổng công ty Vận tải Seoul (Lối ra 3)